# 科里季謝 (圖爾卡區)
49°12′53″N 23°12′34″E / 49.21472°N 23.20944°E
科里季謝（烏克蘭語：Коритище），是烏克蘭西部的村莊，隸屬利維夫州的桑比爾區。該村始建於1989年，面積0.7平方公里，海拔高度542米，2001年人口171，人口密度每平方公里244.29人。